# RESG Walsum
Die RESG Walsum (offiziell: Roll-, Eis- und Sportgemeinschaft Walsum 1937 e. V.) ist ein Sportverein aus dem Duisburger Stadtteil Walsum. Er umfasst die Abteilungen Rollhockey und Rollkunstlauf. Die Rollhockey-Sparte gehört zu den erfolgreichsten im deutschsprachigen Raum.

## Geschichte
Der Gesamtverein wurde 1937 gegründet in der Absicht, vor allem den Rollhockey- und Kunstlaufsport der Region zu professionalisieren. Bereits 1940  konnte Else Hibbeln die Gebiets- und Gaumeisterschaft im Kunstlauf erringen, womit sich die RESG bereits früh neben den Rollkunstlauf-Hochburgen Dortmund und Essen positionierte. Im Zweiten Weltkrieg wurde die Anlage an der Römerstraße zerstört, konnte aber wieder aufgebaut werden, was eine Fortsetzung des Sportbetriebs sicherte.
1947 konnte Herbert Stephan aus Breslau als Trainer verpflichtet werden, später wurde er unter anderem Stellvertreter im Gremium der Kunstlaufkommission des Deutschen Rollsportbundes. Unter seiner Führung gehörte Else Hibbeln in den Jahren darauf zur deutschen Spitzenklasse und belegte bei den Deutschen Meisterschaften 1952 in Nürnberg den zweiten Rang. Auch unter dem Einfluss festlicher Abendveranstaltungen, die oftmals von Welt- und Europameistern besucht wurden, erlebte die RESG in den 1950er Jahren einen sportlichen Aufschwung. Als kurz darauf jedoch die Laufbahn wegen Bergschäden nicht mehr genutzt werden konnte, fand der Aufschwung einen zwischenzeitlichen Abbruch.
Am 1. Februar 1964 fand erstmals eine vereinseigene Karnevalsshow statt, deren Erfolg bis heute Bestand hat. Ende 1972 wurde der frühere Vize-Welt- und Europameister Franz Ningel als Trainer verpflichtet. Unter seiner Leitung konnten in den Folgejahren zahlreiche Titel und Erfolge gefeiert werden, sowohl auf regionaler als auch auf landes- und bundesweiter Ebene. 1982 kam es im Frühjahr überraschend zu einer Trennung mit Franz Ningel, seine Nachfolgerin wurde die 25-jährige Annette Ziegenhagen, die das Amt als Trainerin jedoch kurz darauf aus Zeitgründen wieder abgab. Dies wurde noch im gleichen Jahr erneut von Ningel übernommen. 1983 wurden Judith Möller und Oliver Kellermann Landesmeister in der Meistergruppe und erreichten in der folgenden Europäischen Meisterschaft in Frankreich den 4. Rang.
Zu einem ersten großen Umbruch kam es 2004. Nach internen Differenzen verließ ein großer Teil der Leistungsläuferinnen zusammen mit Trainerin Katharina Finke die RESG und gründete einen selbstständigen Verein. 2005 verabschiedete sich Ningel erneut und übergab das Amt des Cheftrainers an Karin Engstfeld. Finanzielle Schwierigkeiten zwangen den Verein 2009 zur Trennung von Engstfeld und ihrem Assistenten Hannes Schrank. Sarah Schweitzer wurde daraufhin neue Cheftrainerin, 2011 stieß auch Michaela Kurek, die bereits Läuferin bei der RESG war, als Trainerin zum Verein.

## Erfolge im Rollhockey
- Deutsche Meisterschaft: 1949, 1952, 1953, 1954, 1971, 1972, 1973, 1974, 1975, 1981, 1985, 1987, 1989, 1990, 1991, 1999
- Deutscher Pokalsieg: 1993, 1994, 1996, 2003

Die Juniorenmannschaft sowie die vier Jugendmannschaften der RESG konnten bereits 35 Deutsche Meisterschaften gewinnen.